# مركز وادي ممنا
مركز وادي ممنا هو أحد المراكز التابعة لمحافظة المخواة، بمنطقة الباحة، وفيه من القرى العدد الكثير لكن أكبرها قرى بني أحمد، يأتي بعد ذلك قرى بني عبيد وسكانها الأكثر تواجدا، ومن أشهر قراها: (شغبة، قحيش، الحلسة، قرعة، العجار الأعلى، العجار الأسفل، الحمدة، مديرة ).

## التعليم
- تتوفر في وادي ممنا مدارس للبنين والبنات، ومنها:
- مجمع ممنا بني عبيد للبنات توجد المراحل: الإبتدائية
- مدرسة بني يحمد للبنات
- مدرسة ابن قدامة للمرحلة الأبتدائية للبنين وتقع في بني أحمد.
- مدرسة عمر بن عبد العزيز للمرحلة الإبتدائية

## القرى
من أهم القرى:
- بني عبيد
- العجار الأعلى
- العجار الأسفل
- الرشدة
- الحلسة
- بني أحمد
- عرفة